# Onobrychis gracilis
Onobrychis gracilis är en ärtväxtart som beskrevs av Wilibald Swibert Joseph Gottlieb von Besser. Onobrychis gracilis ingår i släktet esparsetter, och familjen ärtväxter.

## Underarter
Arten delas in i följande underarter:
- O. g. bulgarica
- O. g. gracilis

## Bildgalleri

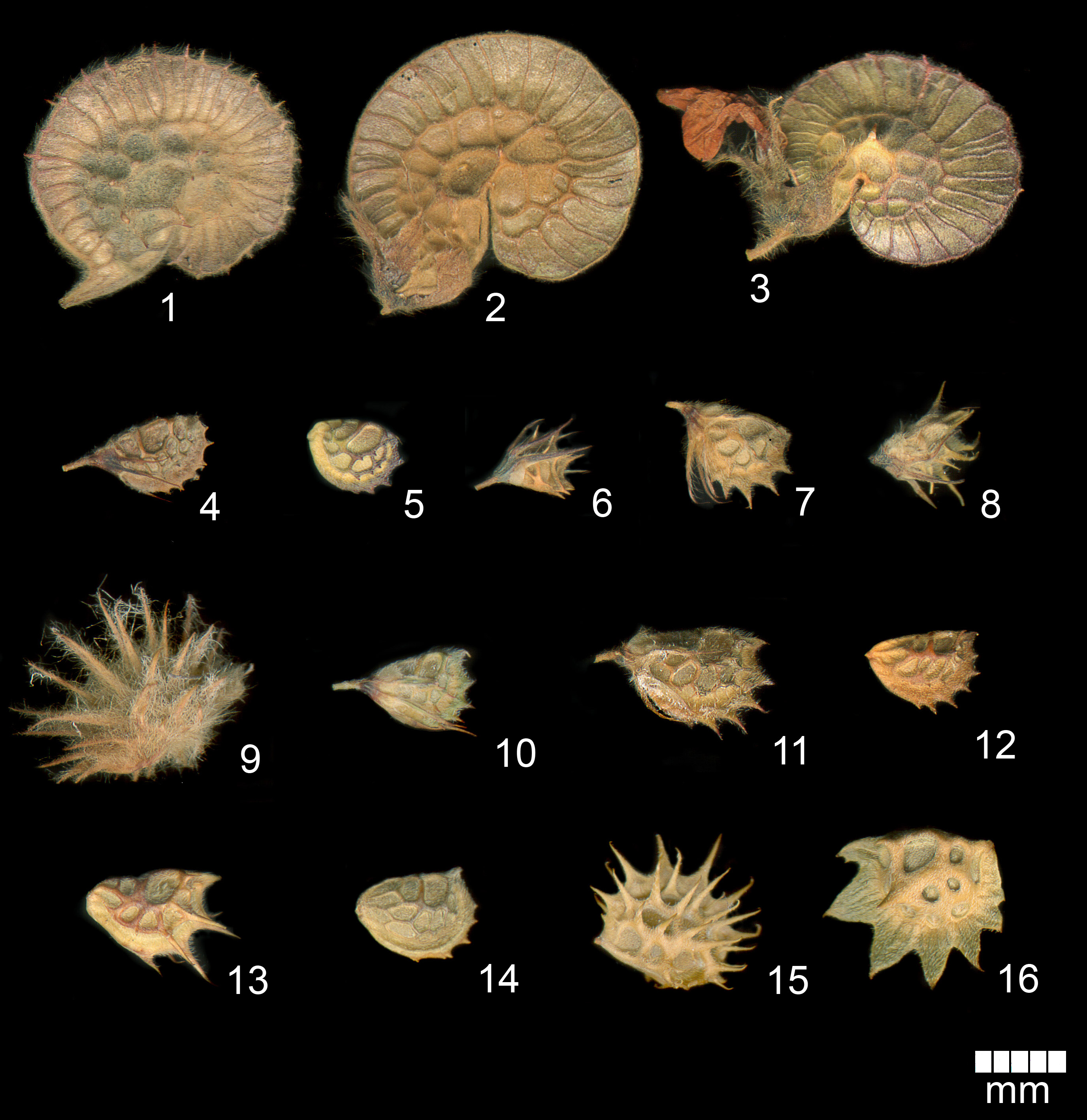